# Hirose Kinzō
Hirose Kinzō (弘瀬金蔵?   1812–1876), también conocido como Ekin (絵金?), fue un pintor japonés de los periodos Edo tardío, Bakumatsu, y Meiji incipiente.

## Biografía
Hijo de un peluquero llamado Kikura, nació en Kōchi en 1812. A lo largo de su vida cambió de nombre 10 veces; tras convertirse en hijo adoptivo de un médico, se hizo llamar Hirose. Kinzō estudió con Ikezoe Yōsai (池 添 楊 斎) antes de unirse al séquito de una princesa Yamauchi en su viaje a Edo en 1829. Allí estudió con Kanō Tōhaku (狩 野 洞 白) y Maemura Tōwa (前 村 洞 和), pintores de las escuelas Kanō y Tosa. Al regresar después de tres años, con el nombre artístico de Hayasahi Tōi (林 洞 意), se desempeñó como pintor principal de la Familia Kirima (桐 間 家), clan relevante del Dominio de Tosa. Sin embargo, acusado por un rival de falsificar una obra de Kanō Tannyū, fue despedido de su puesto. La mayoría de sus obras a tinta fueron quemadas en ese momento. Poco se sabe de sus próximos diez años. Posteriormente prolífico, sus trabajos sobrevivientes incluyen 70 biombos shibai-e sobre temas teatrales, nueve ema, trece linternas ema (絵 馬提 灯), dos emakimono y siete warai-e o shunga. También tuvo muchos discípulos.

## Estilo
Hirose Kinzō destacó en el retrato de escenas dramáticas, caracterizadas por el dinamismo y la variedad de colores. Describió actos grotescos, vernáculos y sangrientos, que fueron especialmente populares. Las escenas con sus puntos de vista poco convencionales recuerdan al manga contemporáneo.

## Museo Ekin

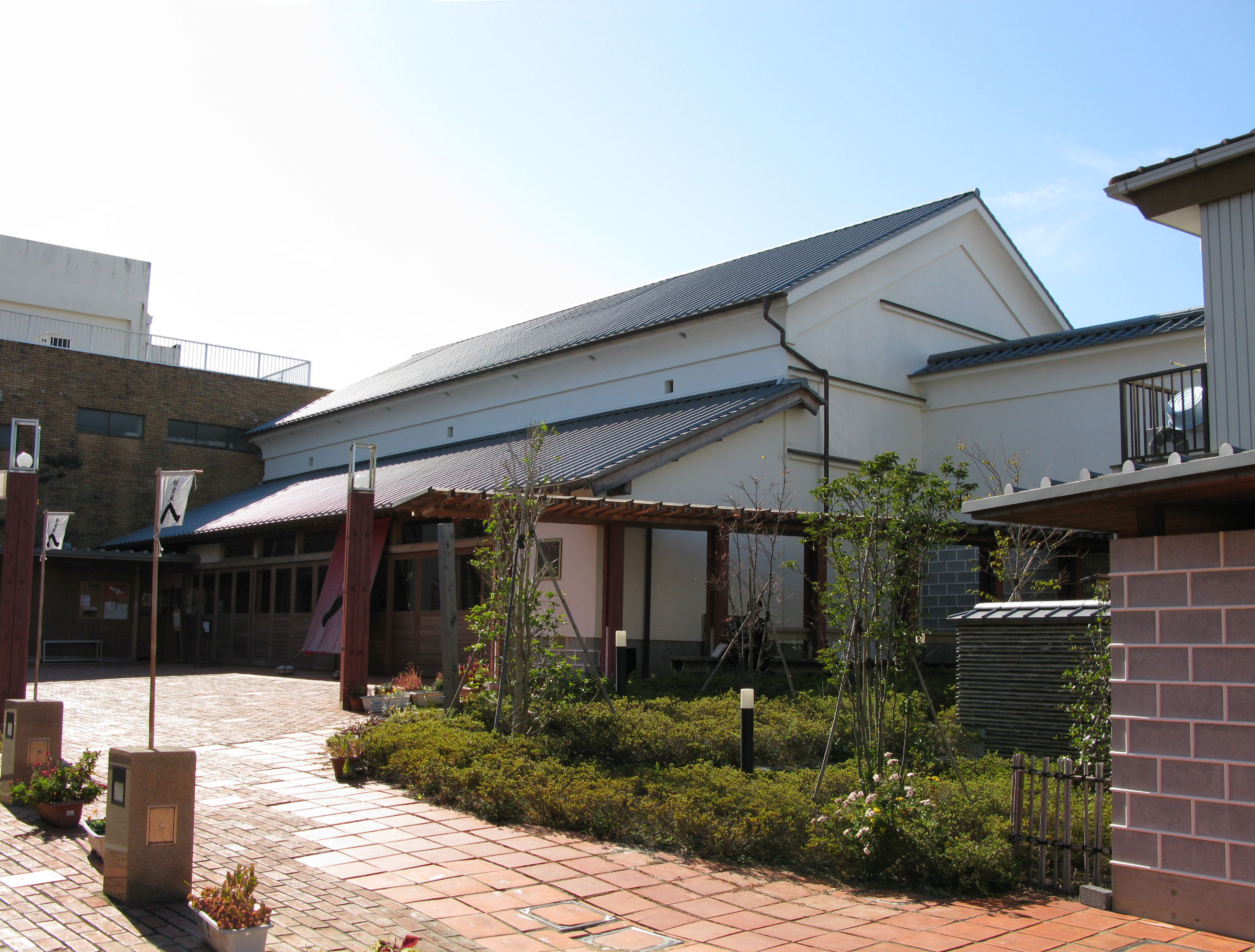
Museo Ekin, en Kōnan

El Museo Ekin (絵 金 蔵, Ekin-gura) se encuentra en Kōnan, en la prefectura de Kōchi. Veintitrés de sus Escenas Tosa de Kabuki (土 佐 芝 居 絵 屏風) se conservan en el museo, y dos de ellas son visibles a través de mirillas durante todo el año.

## Festival Ekin
El tercer fin de semana de julio, sus biombos sobre temas dramáticos se muestran por la noche a la luz de las velas en las calles de Akaoka, en Kōnan.